# Biblioteca Passos Manuel

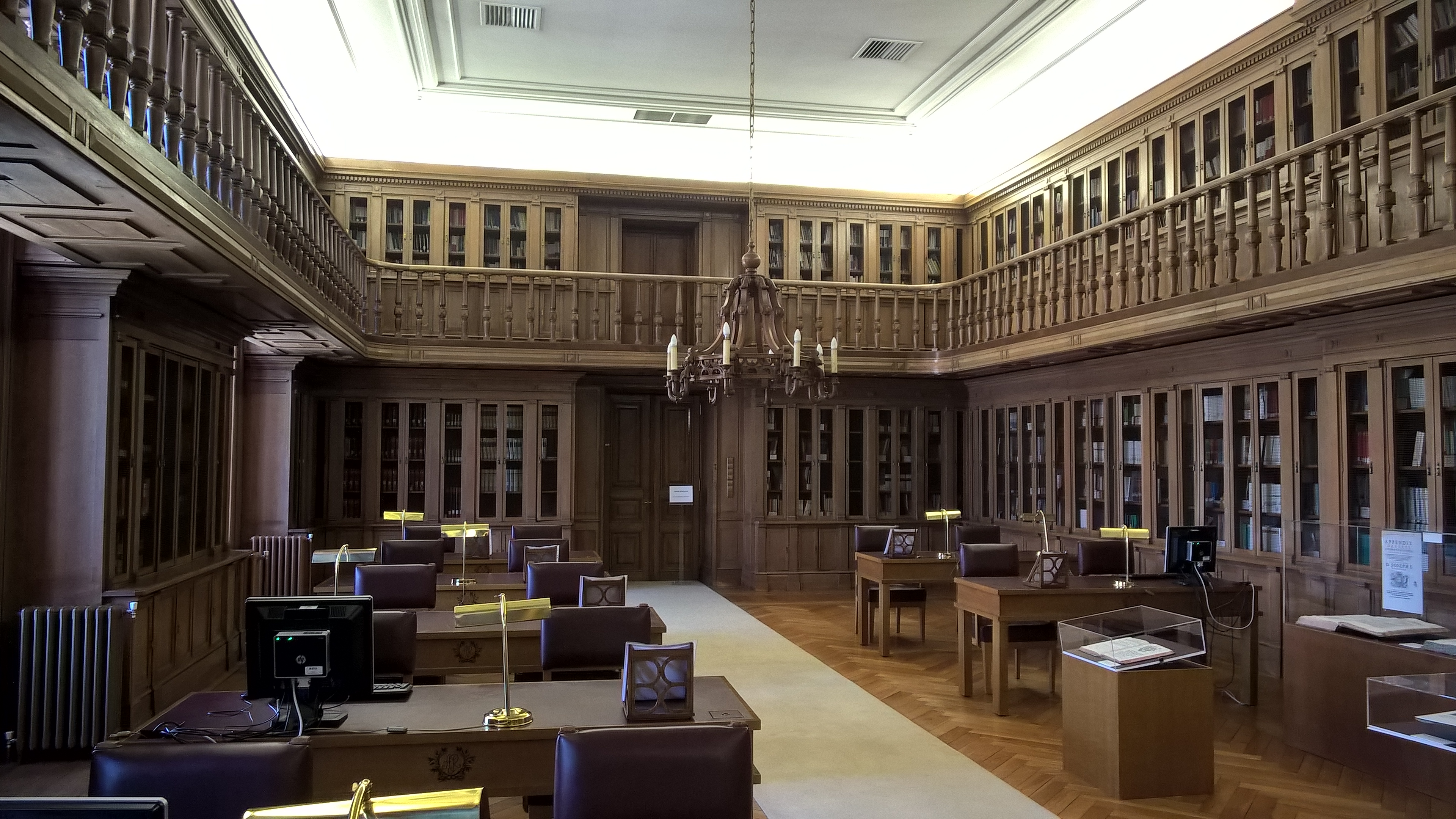
Vista da biblioteca

A Biblioteca Passos Manuel é a biblioteca da Assembleia da República Portuguesa, a legislatura nacional portuguesa. Abriga uma coleção especializada de mais de 180 mil volumes, principalmente sobre questões parlamentares, Direito, Ciência Política, História, Economia e Estatística.
Foi instituído por decreto do Ministro Passos Manuel em 1836. Só em 1921 é que foi definitivamente instalado no local onde se encontra (antigamente os dormitórios do antigo Mosteiro de São Bento).
Foi renomeada em homenagem ao seu fundador após uma pequena cerimónia a 25 de outubro de 2017; esta foi a primeira de muitas cerimónias públicas realizadas para comemorar o bicentenário da Revolução Liberal de 1820.